# Lillian Bassman
Lillian Bassman (* 15. Juni 1917 in New York; † 13. Februar 2012 ebenda) war eine US-amerikanische Malerin und Fotografin.

## Leben
Ihre Eltern waren jüdische Einwanderer, die 1905 aus Russland in die USA kamen und sich in Brooklyn, New York, niederließen. 1933 studierte Lillian Grafikdesign an der Textile High School in Manhattan, an der sie den Fotografen und späteren Ehemann Paul Himmel kennenlernte, den sie 1935 heiratete. Themen ihrer gemeinsam mit ihrem Mann durchgeführten fotografischen Arbeiten waren der Krieg in Europa und die Armut der Bevölkerung.
In den 1940er bis in die 60er Jahre wirkte sie als Artdirectorin bei Junior Bazaar und später bei Harper’s Bazaar mit und förderte die Karriere von Fotografen wie Richard Avedon, Robert Frank, Louis Faurer und Arnold Newman. Unter der Anleitung des russischen Emigranten Alexey Brodovitch begann sie selbst zu fotografieren, vornehmlich in Schwarz-Weiß, und veröffentlichte ihre Werke zum größten Teil in Harper’s Bazaar zwischen 1950 und 1965. Ein Merkmal ihrer Fotografien ist, dass sie relativ unscharf sind und an der Grenze des Erkennbaren liegen.
Anfang der 1970er Jahre unterbrach sie ihre Fotografenkarriere für 15 Jahre. Sie entwarf ihre eigene Modekollektion und unterrichtete Fotografie an der Parsons The New School of Design.  Mitte der 1990er begann sie erneut Mode zu fotografieren. Zu ihren Auftraggebern zählte die Vogue, die New York Times und John Galliano.
Lillian Bassmans Modefotografie bewegt sich zwischen experimenteller Ästhetik und elegant-atmosphärischen Inszenierungen. Ihr einzigartiger Stil ist durch experimentelle fotografische Verfahren geprägt, die ihren Fotos eine Anmutung gemalter Bilder gibt.  Sie zählt zu den großen prägenden Fotografinnen in der Welt der Mode.       

### Privatleben
Mit gerade einmal sechs Jahren traf sie in Coney Island auf ihren zukünftigen Ehemann, den Fotografen Paul Himmel. Mit 13 trafen sie sich wieder und mit 15 Jahren zogen sie dann zusammen. 1935 heirateten sie und blieben bis zu dem Tod von Himmel im Jahre 2009 zusammen. Das Paar hat zwei gemeinsame Kinder.

## Ausstellungen (Auswahl)
- 1974: Staempfli Gallery, New York
- 1993: Howard Greenberg Gallery, New York
- 1993: Vanites, Palais de Tokyo, Paris
- 1994: Jackson Fine Art Gallery, Atlanta/Georgia
- 1994: Hommage à Lillian Bassman, Carrousel du Louvre, Paris
- 1997: Fashion Institut of Technology, New York
- 1997: Peter Fetterman Gallery, Los Angeles
- 2002: Prado Garden, Madrid
- 2003: Galerie f5,6, München
- 2004: Staley-Wise Gallery, New York
- 2005: Farmani Gallery, Los Angeles
- 2005: A Touch of mystery, 3. Triennale der Photographie, Photography Monika Mohr Galerie, Hamburg
- 2006: Selektion #1 – Arbeiten in Schwarz/Weiß, Galerie f5,6, München
- 2006: Retrospective, Peter Fetterman Gallery, Santa Monica
- 2009/2010: Deichtorhallen, Haus der Photographie, Hamburg[5]
- 2012: Zwei Leben für die Fotografie-Lilian Bassman und Paul Himmel. Grassi Museum für Angewandte Kunst, Leipzig; Katalog.